# Werner II (conde de Habsburgo)
Werner II (ca. 1100-25 de noviembre de 1167), fue un conde de Habsburgo, landgrave de la Alta Alsacia y Vogt de Muri. Fue uno de los ascendientes de la Casa de Habsburgo, tatarabuelo de Rodolfo I de Habsburgo, el primer emperador de esa dinastía.
De su padre Otto II heredó numerosas posesiones en las actuales Suiza y Alsacia, entre ellas el castillo de Habsburgo, y de su madre, Hilda de Pfirt, heredó también posesiones en Alsacia.
Asumió el mando de sus posesiones siendo aún un niño, cuando su padre fue asesinado en 1111, lo que lo obligó a permanecer alejado de los desórdenes políticos de la época. Sólo tras más de cincuenta años de mandato, quedó involucrado en la guerra de sucesión del condado de Bregenz y movilizó su hueste personal en defensa de una de las partes durante dos años, entre 1164 y 1166.
En 1166 acompañó al emperador Federico I Barbarroja en su expedición a Italia, como parte de las luchas contra las comunas italianas, por la sucesión de Guillermo I de Sicilia y las continuas luchas entre aspirantes al papado. El combate más importante de esa campaña fue la batalla de Monte Porzio, en la que las tropas de Federico —entre ellos Werner y sus hombres— obtuvieron una victoria resonante, que les permitiría capturar Roma días más tarde. Sin embargo, Werner fue víctima de una epidemia, muriendo en Tusculum en noviembre de ese año.
A su muerte, sus posesiones y títulos pasaron a su hijo Alberto III; tuvo también una hija, llamada Richenza, que se casó con el conde de Pfirt, y un hijo sacerdote, Otto, que un año antes de su muerte había sido nombrado obispo de Constanza.